# Bătălia de la Câmpul lui Abraham
Bătălia de la Câmpul lui Abraham, denumită și Prima bătălie de la Quebec,  (în franceză Bataille des Plaines d'Abraham sau Première bataille de Québec; în engleză Battle of the Plains of Abraham sau Battle of Quebec) a fost o bătălie din Războiul de Șapte Ani (denumit în SUA și Războiul Francez și Indian). Bătălia, ce a avut loc la 13 septembrie 1759, s-a dat între marina și armata britanică pe de o parte și armata franceză pe de altă parte, pe un platou în afara zidurilor orașului Québec, pe un teren inițial aflat în proprietatea unui fermier pe nume Abraham Martin, de la care se trage numele bătăliei.
În bătălie au fost implicați mai puțin de 10.000 de combatanți în total, dar s-a dovedit un moment decisiv în conflictul dintre Franța și Marea Britanie pentru soarta Noii Franțe, influențând înființarea ulterioară a Canadei.
Punct culminant al unui asediu britanic de trei luni, bătălia a durat circa 15 minute. Trupele britanice comandate de generalul James Wolfe au rezistat cu succes înaintării în coloană a trupelor franceze și canadiene conduse de Louis-Joseph, marchiz de Montcalm, folosind tactici ce s-au dovedit extrem de eficiente împotriva formațiunilor militare folosite în epocă în marile conflicte europene. Ambii generali au fost răniți mortal în timpul bătăliei; Wolfe a suferit o lovitură ce avea să ducă la moartea sa la doar câteva minute de la începutul bătăliei, iar Montcalm a murit a doua zi dimineață din cauza unui glonț care l-a nimerit sub coaste. În urma bătăliei, restul trupelor franceze din Canada și din restul Americii de Nord au fost puse sub presiune crescândă de către forțele britanice.
Deși trupele franceze au continuat să lupte și au și câștigat câteva bătălii după căderea Quebecului, britanicii au păstrat permanent controlul asupra cetății. În decurs de patru ani, majoritatea posesiunilor franceze din estul Americii de Nord aveau să fie anexate de Imperiul colonial Britanic.